# Zirknitz Tal
Zirknitz Tal är en dal i Österrike.   Den ligger i förbundslandet Kärnten, i den centrala delen av landet, 300 km sydväst om huvudstaden Wien.
I omgivningarna runt Zirknitz Tal växer i huvudsak blandskog. Runt Zirknitz Tal är det ganska glesbefolkat, med 29 invånare per kvadratkilometer.